# Бибимбап
Бибимбап (изговаря се Пибимпап) е популярно корейско ястие. Буквално преведено името означава „мешан ориз“ или „мешана храна“.
Ястието се състои от смес на ориз и зеленчуци и месо върху тях. По време на консумацията трябва да се добави сусамово олио и гочуханг (сос от червена люта пиперка). Нормално се сервира със супа или друго ястие.